# Close to the Glass
Close to the Glass ist das achte Studioalbum der Band The Notwist. Es erschien am 21. Februar 2014 beim Label City Slang.

## Entstehung und Stil
Wie schon für die Vorgänger-Alben ließ sich die Band viel Zeit, bevor sie wieder an die Arbeit für einen neuen Longplayer ging. Zwischen dem vergleichsweise spärlich und zurückgenommenen instrumentieren Vorgänger The Devil, You + Me (2008) und dem Erscheinen von Close to the Glass liegen sechs Jahre und eine Menge Solo- und Side-Projekte der drei Band-Mitglieder. Für die Aufnahmen verbrachten The Notwist an die 100 Tage in ihrem Studio in Weilheim – was für 12 Tracks außerordentlich lange ist.
Das Album vereint vielfältige Stile und Genres und ist weniger als die vergangenen Alben einem einzigen Musikstil zuzuordnen. Stücke wie das titelgebende Close to the Glass sind stark elektronisch instrumentiert und klingen maschinell und kalt, während Kong mit einer traditionellen Indie-Instrumentierung auszukommen scheint und die Gitarre in den Vordergrund rückt. Die Band selbst sprach davon, dass man bei der Produktion des Albums „gar nicht mehr versucht“ habe, „einen einheitlichen Stil zu finden“, sondern jedes Stück für sich beurteilt habe. In Kritiken wurde mehrmals der Vergleich zu einem Mixtape gezogen. Bandmitglied Martin Gretschmann beschrieb das Album als „ein Sammelsurium all dessen, was The Notwist in all den Jahren gemacht haben“.
Als erstes Stück wurde Close to the Glass mehrere Monate vor dem regulären Erscheinungstermin auf der Plattform Soundcloud veröffentlicht. Kurz vor dem Erscheinungstermin veröffentlichten sie mit dem fröhlich klingenden Up-Tempo-Stück Kong einen zweiten Track auf Soundcloud.
Zum Titel Kong wurde außerdem vorab ein animiertes Musikvideo des japanischen Regisseurs Yu Satō veröffentlicht.

## Rezeption
Das Album erhielt überwiegend positive Kritiken. Fast alle Besprechungen waren sich darin einig, dass es das vielseitigste Album der Band sei und mit unterschiedlichen Musikrichtungen experimentiere. Stilistische Vergleiche reichten etwa von The Cure im Gesang, über Radiohead, der Minimal Music von Philip Glass bis hin zu den Beach Boys („nur mit Computer“). Einige Rezensenten sahen in dem Album die Bandgeschichte meisterhaft nacherzählt und gleichsam in einem einzigen Album als Ganzes neu interpretiert. Kritische Rezensenten beurteilten Close to the Glass als „Übergangsalbum: mit interessanten Impulsen, aber auch einer gewissen Flüchtigkeit.“
Die Leser der Zeitschrift Spex wählten Close to the Glass auf Platz 4 der Jahrescharts 2014.
Close to the Glass wurde für den European Independent Album of the Year Award der Independent Music Companies Association nominiert.

## Kritiken
„Notwist reisen um die Welt wie Michael Endes Scheinriese. Je näher man die vorsichtigen Songs an sich heranlässt, umso kleiner werden sie und umso netter. Man hat jeden Ton schon mal gehört, aber nie so. Wer dieses großartige deutsche Winteralbum am Computer hört, erlebt, wie sich die Töne eintreffender Nachrichten und Mails mit der Musik vermischen, als wären sie dafür komponiert worden. Wen das nicht fesselt, der ist falsch in seinem Leben.“

„Und wenn Notwist jetzt auf Close To The Glass ihre aktuelle Arbeit vorstellen, bei der kein Knistern an der falschen Stelle sitzt und keine der vielen Spuren eine schiefe Bahn ist, ahnt man endlich, wie egal es der Band wohl schon immer war, wie sie gesehen wird. So unbeirrt von allen Moden pulst die Platte, so abgeklärt erzählt sie von nichts anderem als sich selbst. Die beeindruckende Konsequenz ihrer Arbeit in den vergangenen 25 Jahren macht es deutlich: Diese Band braucht kein Netzwerk, keine Riesenwelle, sie braucht nicht mal mehr die Aufregung, die die Ankündigung eines neuen Notwist-Songs im Netz immer noch auslöst.“

„Close to the Glass klingt wie ein Mixtape sehr verschiedener Stücke, das die Band ihren Hörern schenkt und aus Leidenschaft gleich selber eingespielt hat.“

## Titelliste
1. Signals 3:41
2. Close to the Glass 2:57
3. Kong 4:31
4. Into Another Tune 3:57
5. Casino 3:14
6. From One Wrong Place to the Next 2:44
7. 7 Hour-Drive 3:57
8. The Fifth Quarter of the Globe 0:49
9. Run Run Run 5:04
10. Steppin' In 2:00
11. Lineri 8:52
12. They Follow Me 5:41